# Xian de Jidong
Le xian de Jidong (鸡东县 ; pinyin : Jīdōng Xiàn) est un district administratif de la province du Heilongjiang en Chine. Il est placé sous la juridiction de la ville-préfecture de Jixi.

## Démographie
La population du district était de 290 501 habitants en 1999.